# Бинауральные ритмы

Бинауральные ритмы

Бинауральные ритмы (от лат. bini — пара, два и auris — ухо) — иллюзия головного мозга, воображаемые звуки, которые мозг воспринимает («слышит»), хотя реальные звуки этой частоты отсутствуют.
Для наблюдения бинауральных ритмов потребуется применить дихотическое прослушивание — на одно ухо нужно напрямую подать звук одной частоты, а на другое ухо — другой частоты. Частота подаваемых звуков должна быть не выше 1500 Гц, а разница обеих частот не выше 30 Гц. При большей разнице частот человек отчётливо слышит на обоих ушах два разных тона, и бинауральные ритмы не возникают. С физической точки зрения наложения звуков как при биениях не происходит, так как звуки подаются через разные уши, и слуховая иллюзия возникает исключительно в мозге, а именно в слуховой сенсорной системе (предположительно, в верхнем ядре оливы).
Бинауральные ритмы являются предметом исследования нейрофизиологов, в частности, занимающихся изучением слуха. Кроме того, бинауральные ритмы влияют на головной мозг (меняют его ритмы), вызывая в нём волны, которые могут быть зарегистрированы при помощи электроэнцефалографии.

## Мозговые волны
Существуют различные частоты мозговых волн, которые соответствуют разным состояниям человека и могут изменять состояние.
| Диапазон частот | Название     | Примеры ситуаций, когда эти волны появляются                                             |
| --------------- | ------------ | ---------------------------------------------------------------------------------------- |
| > 30 Hz         | Гамма-волны  | Сильная умственная активность, включая восприятие, решение задачи, страх и осознание     |
| 14-30 Hz        | Бета-волны   | Активность, занятое или тревожное мышление, активная концентрация, возбуждение, познание |
| 8-13 Hz         | Альфа-волны  | Релаксация во время бодрствования, сонливость перед сном или после сна                   |
| 4-7 Hz          | Тета-волны   | Сны, глубокая медитация, REM-сны                                                         |
| < 4 Hz          | Дельта-волны | Глубокие сны без сновидений, потеря ощущения тела                                        |

Границы между диапазонами частот определяются по-разному и не существует общепринятого стандарта.

## Бинауральный слух
Термин «бинауральный», «бинауральный слух» относится к способности человека и животных определять направление на источник звука, благодаря различиям в параметрах звуковых волн, приходящих на разные уши.
В музыкальной записи если подавать сигналы разной амплитуды (громкости) на левый и правый наушник, этим можно создать иллюзию, как будто музыкальный инструмент находится слева или справа. Для звуков низкой частоты также имеет значение фаза (задержка).
Раковины ушей и кости черепа неодинаково пропускают звуки разной частоты, поэтому, изменяя спектр звука, можно создать иллюзию, что источник звука находится позади или спереди.
Бинауральный слух не имеет прямого отношения к мозговым волнам. Но музыка может влиять на настроение человека и, соответственно, изменится энцефалограмма.
В отличие от «бинаурального слуха», термин «бинауральный ритм» очень часто встречается на эзотерических сайтах, бинауральным ритмам приписываются различные мистические признаки.
Похожим образом воспринимается амплитудное вибрато — эффект, также используемый в музыке.
Поскольку данные эффекты музыкантам достаточно давно известны и освоены, то и мистические свойства им не приписываются.
Подобный эффект является обычным интервалом между двумя звуками, только очень маленьким, подобно комме, лимме. Разные интервалы также по-своему влияют на настроение и т. д. Например, малая секунда «режет» и «колет» слух.